# پادییا د آریبا
پادییا د آریبا (به اسپانیایی: Padilla de Arriba) یک شهرستان در اسپانیا است.